# Collegium Paderevianum Uniwersytetu Jagiellońskiego

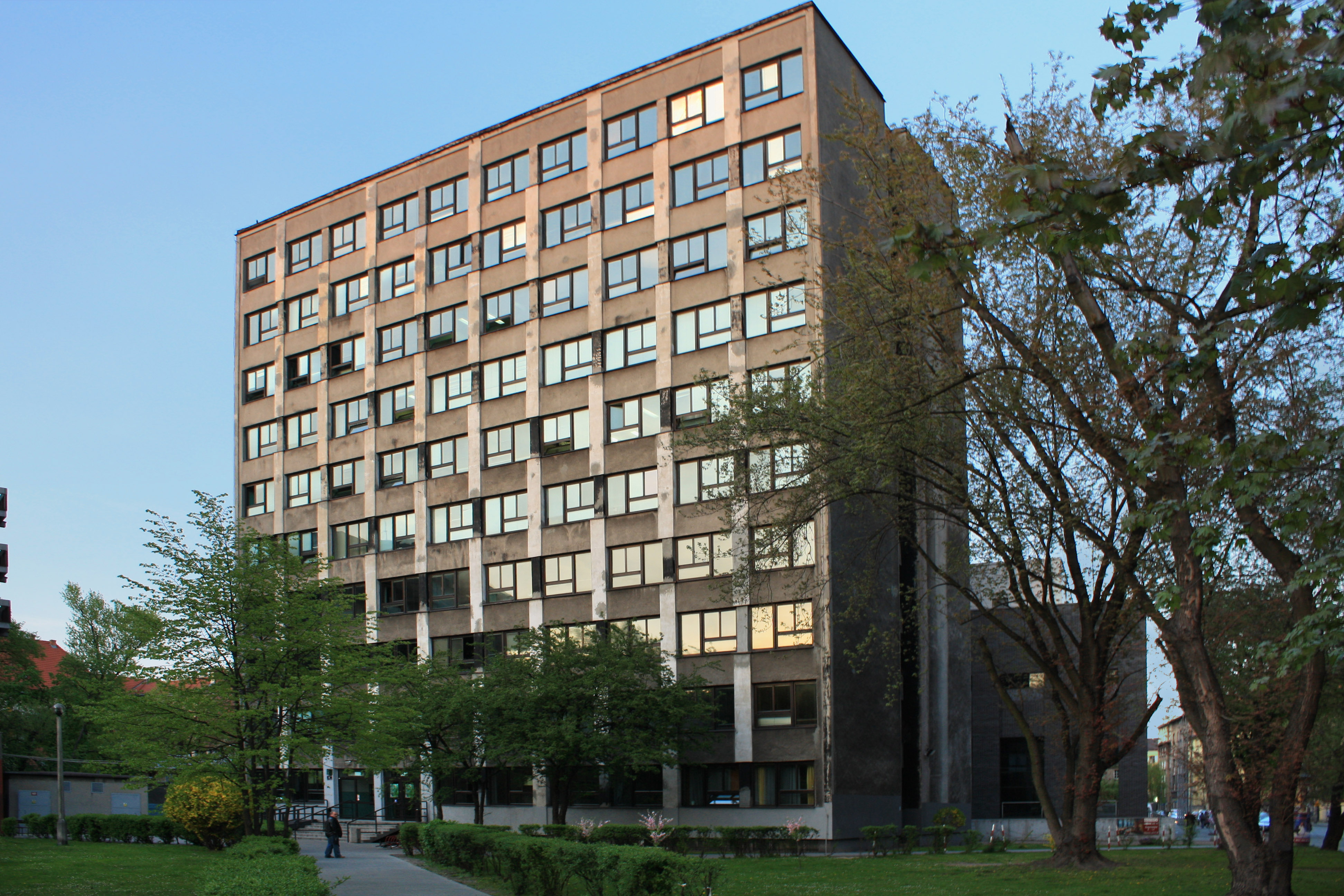
Collegium Paderevianum (widok sprzed rozbudowy, 2009)

Collegium Paderevianum (tzw. Duże Paderevianum) – budynek należący do Wydziału Filologicznego Uniwersytetu Jagiellońskiego, a znajdujący się przy al. Mickiewicza 9 w Krakowie.

## Powstanie
Budynek powstał według projektu Zbigniewa Olszakowskiego przy współpracy z Józefem Gołąbem, projektantem wnętrz był Zbigniew Szpyrkowski. Został ukończony w 1964 r. dzięki darowiźnie zapisanej w ostatniej woli Ignacego Paderewskiego. W pierwotnym założeniu miał być jedynie budynkiem administracyjnym wydziału, mieszczącym m.in. sekretariaty poszczególnych instytutów i katedr wchodzących w jego skład oraz gabinety pracowników naukowych i dydaktycznych. Jednak pełnił również funkcje budynku dydaktycznego – część pomieszczeń przystosowana została do prowadzenia zajęć, również biblioteki poszczególnych instytutów i katedr znalazły w nim miejsce. Mieściły się tu instytuty Wydziału Filologicznego. Gdy 22 listopada 2011 roku zapaliła się skrzynka elektryczna przeprowadzono ekspertyzę, na podstawie której podjęto decyzję o przeprowadzeniu remontu budynku. Projekt przygotowała Pracownia Projektowa AKN z Krakowa. Projekt przebudowy i modernizacji przygotowali Daniel Babiński, Adam Derlatka oraz Marta Trojanowska-Sieńko. Zdecydowano o rozebraniu 4 z 10 kondygnacji. Remont ukończono w 2020 roku. W piwnicach znalazły się magazyny biblioteki, a na parterze biblioteka z czytelnia i sale dydaktyczne Instytutu Orientalistyki, który zajmuje także pozostałe piętra budynku. 9 października 2020 uroczystego otwarcia budynku dokonał rektor UJ Jacek Popiel.
W 2015 oddano do użytku nowe budynki tego kompleksu, tzw. Paderevianum II, w których zajęcia rozpoczęły się w roku akademickim 2015/2016, a uroczyste otwarcie odbyło się 22 października 2015 roku.
W bezpośrednim sąsiedztwie Collegium Paderevianum mieści się Auditorium Maximum UJ (oddane do użytku w 2005 r.), a także oddany do użytku w 2016 r. budynek Wydziału Prawa i Administracji UJ. Budynki te wraz z nową częścią Paderevianum stanowią harmonijne założenie architektoniczne.